# Leucosilia
Leucosilia is een geslacht van kreeftachtigen uit de klasse van de Malacostraca (hogere kreeftachtigen).

## Soorten
- Leucosilia jurinii (Saussure, 1853)
- Leucosilia maldivensis Borradaile, 1903